# کار شایسته

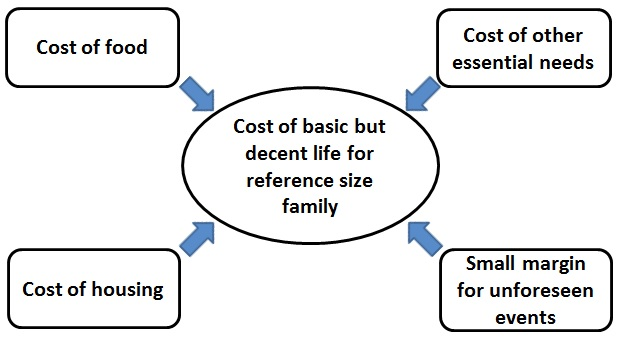
هزینه زندگی اولیه اما مناسب

کار شایسته، شغلی است که «حقوق اساسی انسانی و همچنین حقوق کارگران را از نظر شرایط ایمنی کار و دستمزد رعایت می‌کند… احترام به تمامیت جسمی و روحی کارگر در انجام کار قائل است.»
کار شایسته به هر دو بخش رسمی و غیررسمی اعمال می‌شود. این مفهوم باید شامل انواع شغل‌ها، افراد و خانواده‌ها باشد. بر اساس گفته‌های سازمان بین‌المللی کار (ILO)، کار شایسته شامل فرصت‌هایی برای کار است که تولیدی بوده و درآمد عادلانه‌ای را فراهم می‌کند، امنیت در محل کار و حمایت اجتماعی برای خانواده‌ها، چشم‌اندازهای بهتر برای توسعه شخصی و یکپارچگی اجتماعی، آزادی برای افراد به منظور ابراز نگرانی‌های خود، سازماندهی و شرکت در تصمیماتی که بر زندگی آن‌ها تأثیر می‌گذارد و برابری فرصت‌ها و رفتار برای تمام زنان و مردان است.